# ベタな失恋〜渋谷に降る雪〜/遥かなるバージンロード
『ベタな失恋〜渋谷に降る雪〜/遥かなるバージンロード』（ベタなしつれん しぶやにふるゆき / はるかなるバージンロード）は、日本の女性アイドルグループ・アイドリング!!!、または、キュンキュンアイドリング!!!・バンバンアイドリング!!!の楽曲。2009年1月7日にポニーキャニオンからリリースした、通算6枚目の両A面スプリットシングル。

## 背景・制作
女性アイドルユニット「キュンキュンアイドリング!!!」「バンバンアイドリング!!!」の2組名義による、両A面スプリット盤。
ユニットプロジェクト
前作から続く、アイドリング!!!メンバーが4組に分かれて展開する、ユニットプロジェクト企画第2弾。
本作も、"アイドリング!!!"名義か"キュンキュンアイドリング!!!・バンバンアイドリング!!!"ユニット名義かで、各媒体の紹介が異なる。公式では、企画ユニット名義もシングルの通し枚数にカウントされており、グループの通算6枚目となる。
収録曲
制作は、音楽ユニット・ラブハンドルズのギタリスト 溝下創や、ロックバンド・メガネレンチのリーダー 古城康行など、様々なソングライターの共作。c/w曲は「百花繚乱アイドリング!!!」のライブバージョンを収録。
収録メンバー
同年春に、加藤沙耶香・江渡万里彩・滝口ミラが卒業するため、3名最後の参加となった。
| 楽曲                                                      | メンバー                                                                          |
| --------------------------------------------------------- | --------------------------------------------------------------------------------- |
| 「ベタな失恋〜渋谷に降る雪〜」                            | キュンキュンアイドリング!!!（外岡えりか・谷澤恵里香・河村唯・朝日奈央）           |
| 「遥かなるバージンロード」                                | バンバンアイドリング!!!（加藤沙耶香・江渡万里彩・滝口ミラ・長野せりな・菊地亜美） |
| 「百花繚乱アイドリング!!! [2008年お台場冒険王Live Ver.]」 | アイドリング!!!                                                                   |

## リリース
本作は1形態のみで、バリエーションは無し。初回生産分のみに、オリジナル・トレーディングカード（全9種の内ランダム1枚）の封入特典が付く。
特典企画
協力店舗でのみ先着購入者に「CDスリーブケース」を進呈する、コラボ企画を実施している。

## プロモーション
楽曲のプロモーションで、以下のテレビ番組に出演した。
- AKBINGO!（2009年1月7・14日、日本テレビ）
- 男おばさん 燃えろ!デジタル部（2009年1月13日、フジテレビ）

主催イベント
発売を記念した握手会イベントを、以下の日時・場所で実施した。
- 2009年1月7・8日 フジテレビ湾岸スタジオ

## ミュージック・ビデオ
両楽曲のミュージック・ビデオも制作され、本作リリース後にアイドリング!!!公式YouTubeチャンネルで、フルバージョンが無料公開された。
ビデオディレクターは、「ベタな失恋〜渋谷に降る雪〜」がモリ★カツ、「遥かなるバージンロード」は真島ヒロシが務めた。

## ライブ・パフォーマンス
発売記念イベント兼ねたミニライブが、以下の日時・場所で実施された。
アイドリング!!! スペシャルイベント
- 2009年1月11日 フジテレビ湾岸スタジオ

ライブイベント
収録曲は、以下のイベント等でライブ披露している。
- アイドリング!!! 4th LIVE 何かが起こる予感が…ング!!!（2009年1月18日、中野サンプラザ）
- アイドリング!!! 卒業ライブ 〜新たなる旅立ちング!!!〜（2009年3月18日、渋谷C.C.Lemonホール）

## メディアでの使用
両楽曲は以下のメディアで使用された。
- 『アイドル選手権Push★1』 イメージソング

## シングル収録トラック
| #         | タイトル                                                                   | 作詞               | 作曲      | 編曲      | 時間  |
| --------- | -------------------------------------------------------------------------- | ------------------ | --------- | --------- | ----- |
| 1.        | 「ベタな失恋〜渋谷に降る雪〜」(キュンキュンアイドリング!!!)                | Tonji              | 溝下創    | 溝下創    | 4:30  |
| 2.        | 「遥かなるバージンロード」(バンバンアイドリング!!!)                        | 五木元洋、古城康行 | 古城康行  | emajic    | 3:45  |
| 3.        | 「百花繚乱アイドリング!!! [2008年お台場冒険王Live Ver.]」(アイドリング!!!) |                    |           |           | 4:30  |
| 4.        | 「ベタな失恋〜渋谷に降る雪〜」(INSTRUMENTAL)                               |                    |           |           | 4:30  |
| 5.        | 「遥かなるバージンロード」(INSTRUMENTAL)                                   |                    |           |           | 3:44  |
| 合計時間: | 合計時間:                                                                  | 合計時間:          | 合計時間: | 合計時間: | 20:59 |